# Saint-Rambert-d’Albon
Saint-Rambert-d’Albon [sɛ̃ ʁɑ̃bɛʁ dalbɔ̃] ist eine Stadt im französischen Département Drôme in der Region Auvergne-Rhône-Alpes. Sie liegt südlich von Lyon am linken Ufer der Rhone in der historischen Landschaft Dauphiné.

## Bevölkerung

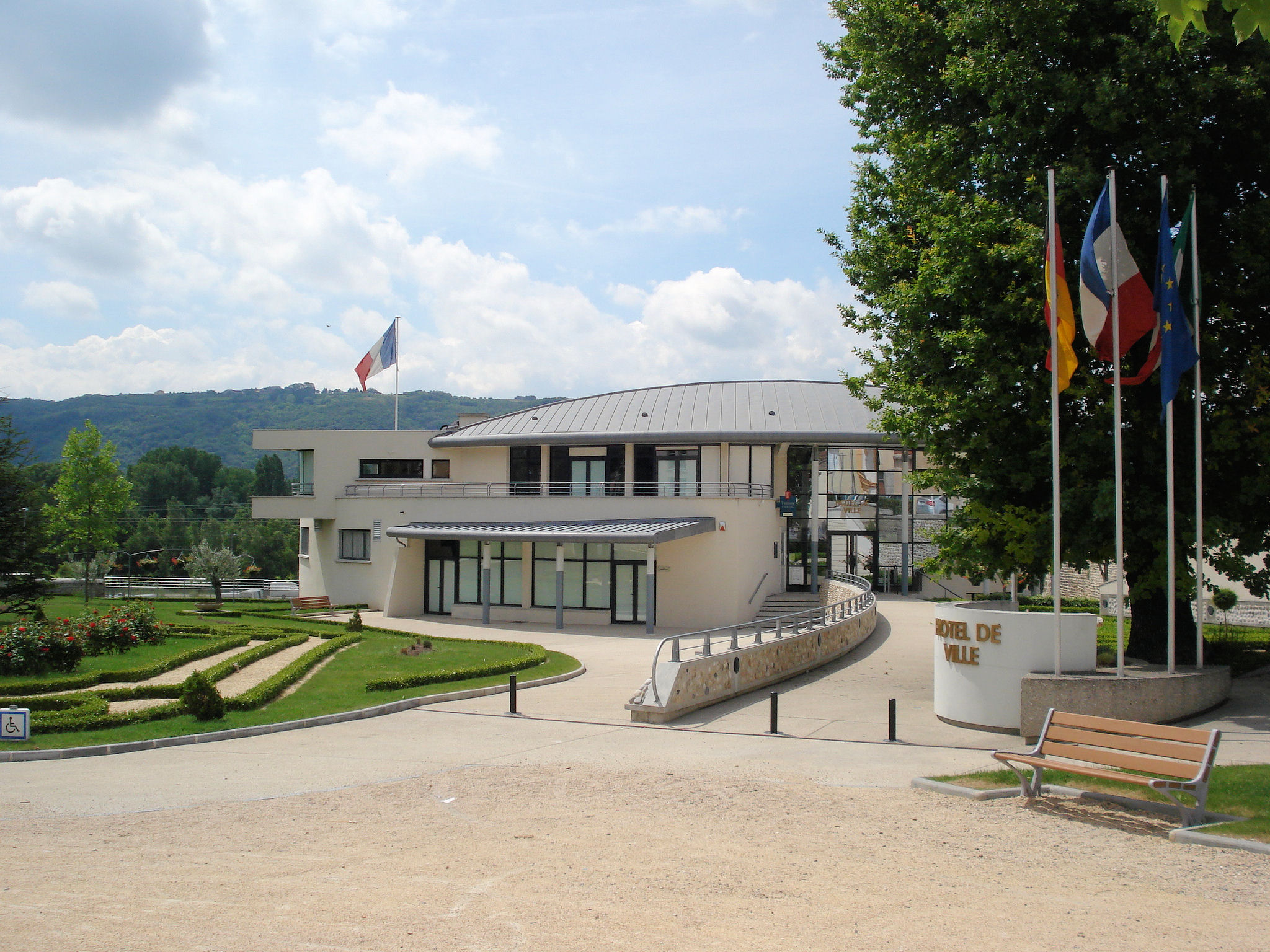
Hôtel de ville (Rathaus)

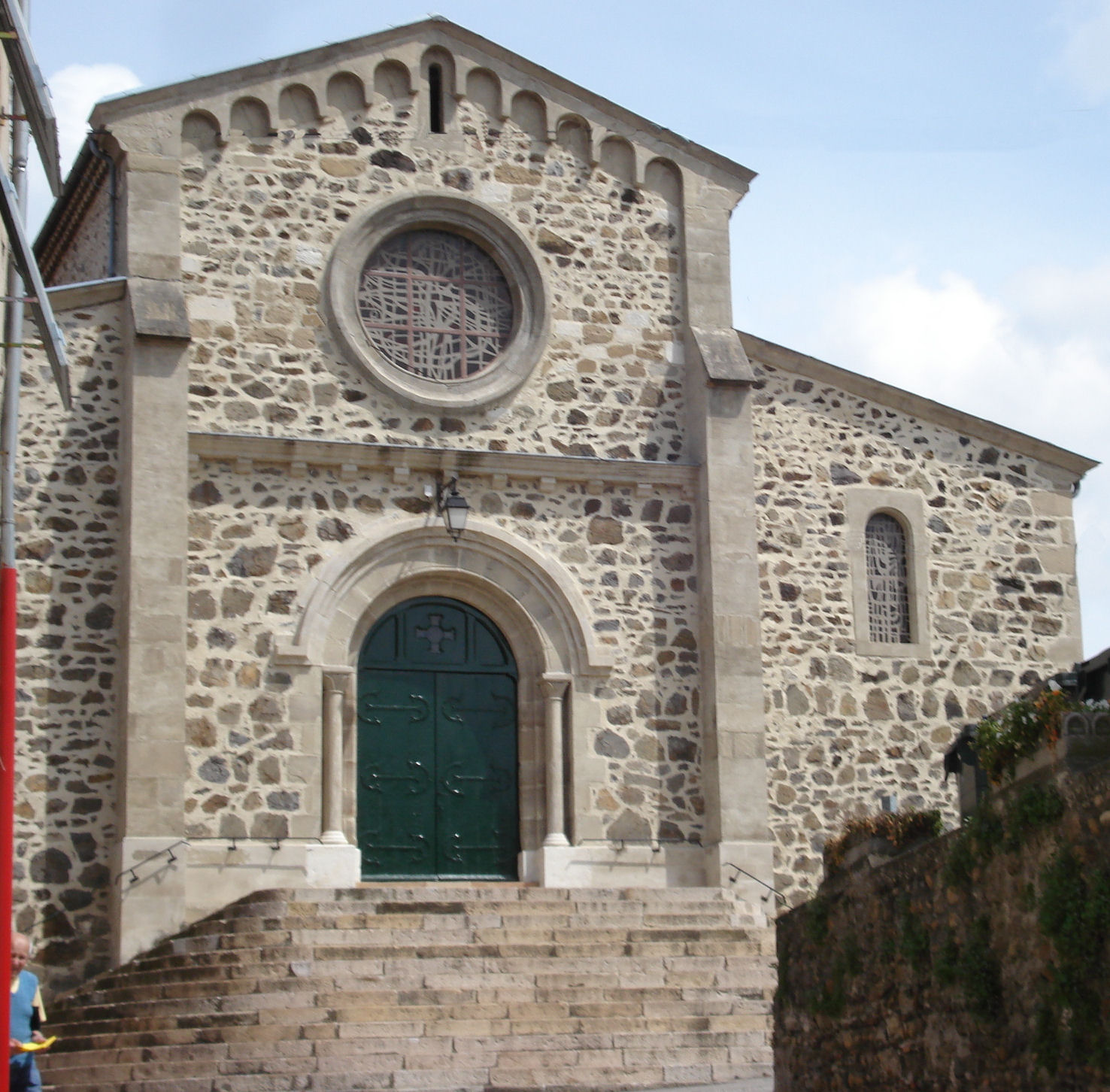
Romanische Kirche Saint-Rambert

| Jahr                       | 1911 | 1962 | 1968 | 1975 | 1982 | 1990 | 1999 | 2006 | 2016 |
| -------------------------- | ---- | ---- | ---- | ---- | ---- | ---- | ---- | ---- | ---- |
| Einwohner                  | 2531 | 3472 | 3822 | 4186 | 4062 | 4176 | 4302 | 5086 | 6420 |
| Quellen: Cassini und INSEE |      |      |      |      |      |      |      |      |      |

## Sehenswürdigkeiten
- Lehensgut der Grafschaft Albon aus dem 17. Jahrhundert
- Ehemals römische Villa am Rhoneufer
- Romanische Kirche

## Wirtschaft und Verkehr
Bedeutsam sind der Weinbau und der Gemüseanbau. Ein wichtiger Arbeitgeber ist die Firma Saint-Rambert-Fruit, die vor allem Gemüse und Obst exportiert.
Saint-Rambert-d’Albon liegt an der Bahnstrecke Paris–Marseille, der Nationalstraße N 7 und der Autobahn A 7.

## Gemeindepartnerschaften
Partnergemeinden von Saint-Rambert sind
- Kernen im Remstal in Baden-Württemberg, Deutschland
- Mango im Piemont, Italien

## Persönlichkeiten
- Isidore Clut (1832–1903), römisch-katholischer Weihbischof in Athabasca Mackenzie
- Alice Jacobs (1879–nach 1940), deutsche Porträt-, Landschafts- und Stilllebenmalerin